# Sara Zyskind
Sara Zyskind, nata Plager (in ebraico: שרה פלגר-זיסקינד) (Łódź, 26 marzo 1927 – Tel Aviv, 1º gennaio 1995), è stata una scrittrice e superstite dell'Olocausto polacca naturalizzata israeliana.
La sua tecnica e il suo stile letterario sono stati ampiamente elogiati perché consentono al lettore di calarsi efficacemente nella realtà del periodo. I suoi scritti costituiscono delle preziose fonti primarie della storiografia dell'Olocausto.

## Biografia
Sara Zyskind nacque a Łódź da Anschel (Anszel) Kalman Plager (1897–1943), originario di Drohobycz, e Mindla Biederman (1900–1940), proveniente da una nota famiglia di industriali di Łódź. L'infanzia della Zyskind a Łódź fu molto felice, poiché era circondata dall'amore e dal sostegno dei membri della sua famiglia.

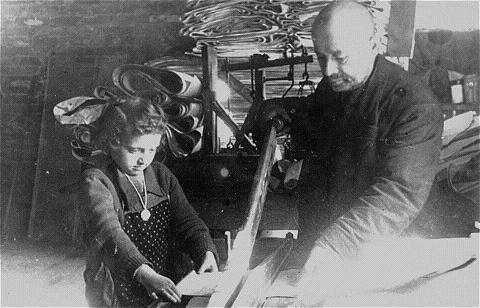
Una bambina non identificata lavora nella cartiera del ghetto di Łódź

Dopo l'invasione della sua città da parte dei nazisti, avvenuta l'8 settembre 1939, Sara vide il mondo crollarle addosso; all'epoca aveva solo 12 anni. Entro tre mesi dall'inizio dell'occupazione, i residenti di origine ebraica della città furono costretti a trasferirsi nel ghetto appena istituito dai nazisti, il cui accesso fu interdetto agli estranei l'8 febbraio 1940 e isolato definitivamente dal mondo esterno il 1º maggio 1940. Sua madre, che aveva sopportato le privazioni che ne erano conseguite con un grande tatto e un'allegria fuori dal comune, morì quello stesso anno. Lei e il padre si aiutarono a vicenda negli anni successivi, riuscendo ad eludere con successo l'arresto e la deportazione, almeno fino alla morte di Anschel durante la pasqua ebraica del 1943. Dopo la liquidazione del ghetto, Sara fu deportata ad Auschwitz nell'agosto del 1944 (il suo numero di matricola era il 55091) e poi al campo di lavoro di Mittelsteine, situato 17 chilometri a nord-ovest di Kłodzko, sottocampo femminile di Gross-Rosen, e infine al campo di concentramento di Grafenort, 12 km a sud di Kłodzko, dove venne impiegata nella costruzione di trincee, poiché i nazisti tentavano freneticamente di fortificare la loro ritirata contro l'avanzata delle forze sovietiche. Al riguardo, Sara scrisse:
Dopo la liberazione, nella primavera del 1945, fece brevemente ritorno a Łódź, per poi emigrare in Palestina. Lasciò la Polonia con documenti falsi assieme ad un gruppo di altri rifugiati originari di Łódź.  Con l'aiuto di un'organizzazione ebraica denominata Escape, vagarono per l'Europa per due anni, attraversando di nascosto le frontiere nazionali, per poi raggiungere finalmente la Palestina il 15 maggio 1947; tutto ciò a causa delle restrizioni applicate dal Regno Unito al fenomeno dell'emigrazione ebraica.
In seguito, Sara combatté nella guerra arabo-israeliana del 1948. Nel dicembre dello stesso anno sposò Eliezer Zyskind (nato il 22 giugno 1925), originario di Brzeziny, a 24 chilometri di distanza da Łódź.
Sara Zyskind tornò in Polonia soltanto nel 1988 assieme al marito e ai loro tre figli; in quell'occasione visitarono Łódź e Auschwitz.

## Opere
- (1977) העטרה שאבדה : בגיטו לודז׳ ובמחנות
- Stolen Years (1981; traduzione di ha-ʻAṭarah she-avda)
- Bet loḥame ha-geṭaʼot (1985)
- Struggle (1988; traduzione di Maʾavako shel na'ar )
- Światło w dolinie łez (1994)